# 艾納洛亞 (夏威夷州)
艾納洛亞（英語：ʻĀinaloa）是位於美國夏威夷州夏威夷縣的一個人口普查指定地區。

## 地理
艾納洛亞的座標為19°31′33″N 154°59′38″W / 19.52583°N 154.99389°W，而該地最高點為海拔高度215米（即705英尺）。

## 人口
根據2010年美國人口普查的數據，艾納洛亞的面積為5.10平方千米，均為陸地。當地共有人口2965人，而人口密度為每平方千米581人。